# Hornslet
Hornslet är en ort i Danmark.   Den ligger i Syddjurs kommun och Region Mittjylland,  160 km nordväst om Köpenhamn. Antalet invånare är 5 604.  Närmaste större samhälle är Århus, 19 km söder om Hornslet. 